# Чарльз Гаскінс Таунсенд
Чарльз Гаскінс Таунсенд (англ. Charles Haskins Townsend; 29 вересня 1859 — 28 січня 1944) — американський зоолог і натураліст, працював директором Нью -Йоркського акваріума з 1902 по 1937 рік.

## Біографія
Він народився у Парнасі, штат Пенсільванія у сім'ї преподобного Даніеля В. Таунсенда та Елізабет Таунсенд, до шлюбу Кір. Здобув освіту в державних та приватних школах. Він був випускником Академії природничих наук Філадельфії. Згодом він працював у Смітсонівському інституті.
У 1883 році він став помічником комісара США з риби та рибальства, відповідальним за розмноження лосося в Каліфорнії. Деякий час він керував глибоководними дослідженнями на кораблі USS Albatross . З 1897 по 1902 роки він був начальником відділу риб Рибної комісії. Потім він працював директором Нью-Йоркського акваріума в Касл-Гардені, з 1902 року до виходу на пенсію в 1937 році.
На честь Таусенда назвали гваделупського морського котика (Arctophoca townsendi) .
Він також згадується в наукових назвах трьох видів плазунів: Amphisbaena townsendi, Anolis townsendi та Sphaerodactylus townsendi .
Він багато писав про рибальство, китобійний промисел, морських котиків, глибоководні розвідки та зоологію, включаючи орнітологію та герпетологію.